# Aedes albineus
Aedes albineus är en tvåvingeart som beskrevs av Seguy 1923. Aedes albineus ingår i släktet Aedes och familjen stickmyggor.
Artens utbredningsområde är Algeriet. Inga underarter finns listade i Catalogue of Life.